# 芙蓉村
芙蓉村为位于中国浙江省温州市永嘉县岩头镇的一个陈姓聚居村落，为楠溪江中游流域最具代表性的古村落之一。该村据传始建于唐末，有闽人陈氏夫妇为避战乱迁此定居。村落以“七星八斗”的寓意规划兴建（星即路灯，斗即水井），东西窄、南北长。传南宋时有18人同朝在京为官，世称“十八金带”。现状村内保留有寨墙寨门、陈氏大宗祠、芙蓉书院（追远书院）、芙蓉亭、司马第大屋和将军屋等古建筑近五十座。